# 杜安·阿克森
杜安·阿克森（英語：Duane Ackerson，1942年12月17日—2020年4月19日）是美國的推理詩歌和科幻小說作家。出生于纽约。曾兩度獲得Rhysling奖的最佳短诗獎（1978年、1979年）。他曾在俄勒岡大學和愛達荷州立大學任教，生活于俄勒冈州的塞勒姆。
其作品被收錄於The Year's Best SF 1974、100 Great Science Fiction Short Short Stories、Future Pastimes和課本 Writing Poetry中。

## 作品
- The Bird at the End of the Universe
- The Eggplant & Other Absurdities
- Weathering

## 外部連結
- 網路推理小說資料庫上的Duane Ackerson